# Agylla hermanilla
Agylla hermanilla là một loài bướm đêm thuộc phân họ Arctiinae, họ Erebidae.